# Ashi-Vulkan
Der Ashi-Vulkan (chinesisch 阿什火山, Pinyin Āshí huǒshān oder 卡尔达西火山,  Kǎ’ěrdáxī huǒshān) ist ein Vulkan der Ashikule-Vulkangruppe (阿什库勒火山群,  Āshíkùlè huǒshān qún) des Westlichen Kunlun-Gebirges. Er liegt in der Region des Sees Aqqikkol Hu (阿其克库勒湖,  Āqíkèkùlè hú) im Ashikule-Becken (阿什库勒盆地,  Āshíkùlè péndì) ca. 120 km südlich Hotan (Hetian) im Autonomen Gebiet Xinjiang der Volksrepublik China. Der Schlackenkegel hat eine Höhe von 4868 m, überragt die umgebende Hochfläche aber nur um ca. 100 m. Sein letzter Ausbruch war am 27. Mai 1951.